# Renacimiento portugués
El Renacimiento portugués se refiere al movimiento cultural y artístico que se originó en el Reino de Portugal durante los siglos XV y XVI, este movimiento no fue tan relevante como en Italia, no por eso podemos juzgar al renacimiento portugués, porque gracias a los navegantes lusos toda Europa pudo tener una visión más clara de lo que era todo el mundo en realidad.

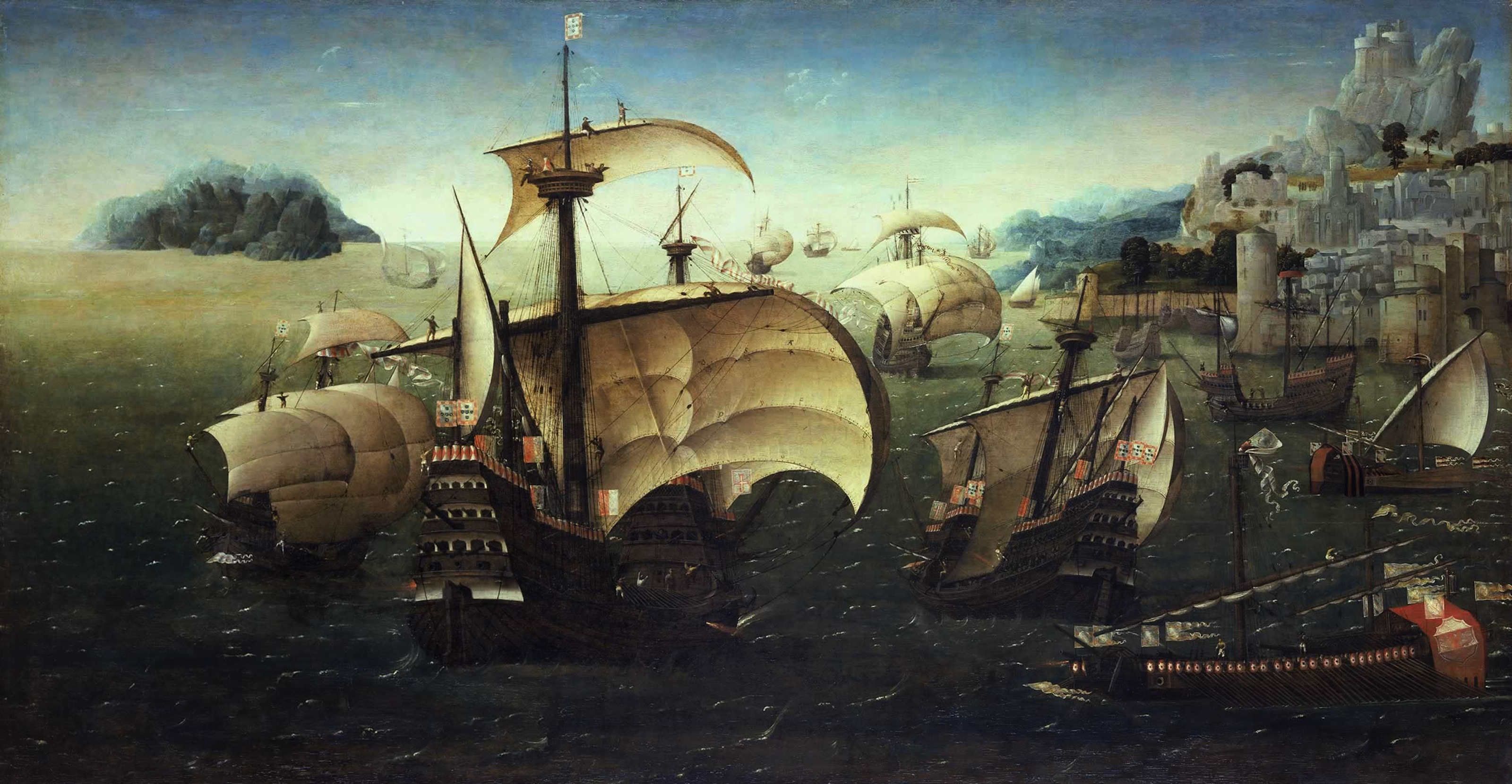
Las expediciones portuguesas favorecieron a la economía nacional, gracias a esto, numerosos artistas de toda Europa se instalaron en las suntuosas calles de la capital lusa, revolucionando por completo el arte portugués.

El expansionismo comercial del reino fue el principal factor por el cual la economía portuguesa se denominara como una de las más estables de Europa occidental, la corte real se hizo realmente rica, por lo que pudieron permitirse comprar numerosas obras de arte, que decoraban los elegantes palacios de los monarcas lusos.

## Historia
Normalmente, los estudiosos del arte suelen destacar a Manuel I y Juan III como los primeros monarcas lusos que se interesaron por el arte renacentista, estos invitaron a numerosos artistas de toda Europa para que crearan decenas de obras de arte, que posteriormente decorarían los palacios más bellos de todo el país. La llegada de pintores flamencos a Lisboa fue algo clava para la revolución de las artes lusas, uno de esos pintores flamencos pasa a la historia con nombre portugués, Francisco Henriques, autor de una "Santa Cena" (1508-1512) que causa sensación en la corte manuelina.
Tras los primeros atisbos de Nuno Gonçalves (activo 1450-antes de 1492), los talleres lisboetas, agrupados en torno a Jorge Afonso (activo 1504-1540), adoptaron una nueva manera de pintar que destacaba por el dominio de la pintura al óleo. Los artistas portugueses abandonaban sus antiguas costumbres, y las dejaban por los artistas más representativos de la escuela flamenca, que infestaban a grandes pasos los barrios más intelectuales de la capital portuguesa.
También hay que darle mérito al vasto Imperio portugués, que se expandía desde las tierras fértiles del Brasil, hasta las islas más remotas del planeta, como por ejemplo los bellos ecosistemas de Indonesia, todo el imperio propulsó de manera inmediata un gran avance en las artes portuguesas; para ese entonces, Portugal estaba experimentando una época llena de abundancia y riqueza.

## Pintura
El siglo XVI vio el inicio de la pintura portuguesa. En 1428, Jan van Eyck llegó a Portugal cuando se celebraba el matrimonio del rey Juan I con la hija de Isabel de Felipe el Bueno, duque de Borgoña. Es el comienzo de una larga y estrecha relación con Flandes, lo que influyó en la pintura portuguesa. Desde el flamenco, los artistas portugueses no sólo adquirieron los conocimientos de la técnica y la composición, sino también las tradiciones de la pintura que fueron creciendo en importancia: la pintura religiosa y el retrato. Estas dos tendencias son evidentes en la obra maestra como los grupos de la Adoración de San Vicente de Nuno Gonçalves. Jan Fue nombrado pintor de corte de D. Afonso V en 1450.
Una escuela de la pintura llamada la Escuela del Norte se estableció en torno a la arquitectura manuelina en el siglo 16. Un pintor de este estilo, que empleaba un detallado naturalismo en los paisajes, fue Vasco Fernandes, también conocido como Grão Vasco. Por la misma época hubo otro grupo conocido como la Escuela de Lisboa, que produjo varios pintores de primera calidad, entre ellos Jorge Afonso, Cristovão de Figueiredo, Garcio y Gregorio Lopes Fernandes, uno de los más conocidos artistas de finales de siglo XVII.